# Magyarország Következő Topmodellje
Magyarország Következő Topmodellje (noto come Hungary's Next Top Model in inglese) è un reality show ungherese basato sul programma statunitense America's Next Top Model.
A differenza del resto del franchising la finale è stata realizzata dal vivo e caratterizzata da una novità: accanto alle tre finaliste,  Réka, Anna e Judit, il pubblico aveva la possibilità di votare una delle dieci modelle precedentemente eliminate nel concorso. Il pubblico ha scelto Valentina Papp, precedentemente classificatasi settima.
La vincitrice finale è stata Réka Nagy.

## Edizioni
| Edizione | Messa in onda  | Vincitrice | Seconda classificata | Altre concorrenti | Numero di concorrenti | Destinazione internazionale                             |
| -------- | -------------- | ---------- | -------------------- | --- | --------------------- | ------------------------------------------------------- |
| 1        | Settembre 2006 | Réka Nagy  | Anna Rónaszéki       | Mónika Nagy, Annamária Fentős, Xénia Matykó, Eszter Iszak, Anita Gombár, Kata Elekes, Angéla Kulcsár, Titanilla Ambrus, Fruzsina Tóth, Judit Lattmann, Valentina Papp | 13                    | Francoforte sul Meno Johannesburg Città del Capo Maputo |